# Falvaterra
Falvaterra és un comune (municipi) de la província de Frosinone, a la regió italiana del Laci, situat a uns 100 km al sud-est de Roma i a uns 20 km al sud-est de Frosinone.
Falvaterra limita amb els següents municipis: Arce, Castro dei Volsci, Ceprano, Pastena i San Giovanni Incarico.
A 1 de gener de 2019 tenia 545 habitants.